# 扇薬品 (大阪府)
扇薬品株式会社（おおぎやくひん）は、かつて大阪府大阪市に本社を置いた、医薬品・医療機器・医療用検査試薬・介護用品・健康食品・一般用医薬品等の卸売販売をおこなう企業であった。現在「葦の会」加盟「バイタルケーエスケー・ホールディングス」の一社「ケーエスケー」である。三共の連結適応会社であった。

## 沿史
- 昭和14年 三共の大阪出張所に勤務していた扇音一が退職し、三共大阪出張所の一隅を借り受け三共と扇音一の共同出資で資本金15万円で「株式会社扇商店」設立し、三共の製品の販売拡張する
- 昭和17年「三共」の関西総代理店になる
- 昭和20年 戦後の法規制により三共が株式を保有できなくなる 三共から独立
- 昭和22年5月 三共からの資本を受け「扇薬品株式会社」として新発足
- 昭和37年7月2日 三共が100％出資し資本金3000万円「錦城薬品株式会社」に商号変更
- 昭和39年6月 三共特選品販売制度「三共SPS」発足

## 大株主
- 三共
- 扇音一

## 当時の三共の主力商品
- クロロマイセチン（パーク・ディービス「現・ファイザー」）
- アルカ・セルツァー（マイスル・ラボラトリー）
- ベレルガル（サンド「現・ノバルティス」）
- タカジアスターゼ
- 三共ルル
- 三共胃腸薬
- オルガドロン（オルガノン）
- ビタメジン
- ポンタール（パーク・ディービス「現・ファイザー」）
- セレナール
- ビオタミン
- セパゾン
- ソメリン
- セフメタゾン
- ヒデルギン（サンド「現・ノバルティス」）
- デカ・デュラボン（オルガノン）
- エレース（パーク・ディービス「現・ファイザー」）
- ネルボン（ロシュ）
- ヒドラマイシン（ファイザー）
- ザンタック（グラクソ「現・グラクソスミスミクライン」）
- カルビスケン（サンド「現・ノバルティス」）
- タベジール（サンド「現・ノバルティス」）
- メレリルサンド（「現・ノバルティス」）
- ジヒデルゴット（サンド「現・ノバルティス」）
- タオシン（ファイザー）
- ヒドラマイシン（ファイザー）
- グリソビン（グラクソ「現・グラクソスミスミクライン」）
- ベネトリン（サンド「現・ノバルティス」）
- タラモラール（ヤンセン）
- コバメチン（グラクソ「現・グラクソスミスクライン」）
- ペンタジン（ウインスロップ・ラボラトリー）
- ネオドパストン（メルク）
- ケルナック
- ザジテン（サンド「現・ノバルティス」）
- カプトリル（スクイブ「現・グラクソスミスクライン」）
- テトラミド（オルガノン）

## 主な取引メーカー
- 三共